# Iwona Majewska-Opiełka
Iwona Majewska-Opiełka (ur. 25 lipca 1954 w Ciechanowie) – psycholog, specjalizująca się w rozwoju osobistym i zawodowym, trener, doradca rozwojowy, mentor, coach, psychoterapeuta, mówczyni motywacyjna i autorka książek z zakresu rozwoju osobowości .

## Życiorys
Ukończyła studia na Wydziale Psychologii Uniwersytetu Warszawskiego. Przez kilkanaście lat mieszkała w Kanadzie i Stanach Zjednoczonych (Indiana), gdzie zetknęła się z myślą m.in. Stephena R. Coveya, Wayne’a Dyera, Louise Hay, Victora Frankla i Anthony’ego Robbinsa. Zdobyte tam doświadczenia od 1993 roku zaczęła przenosić na grunt polski, prowadząc szkolenia i propagując rozwój osobisty w oparciu o zachodnie wzorce .
W 1999 roku wróciła do Polski i założyła Akademię Skutecznego Działania Iwony Majewskiej-Opiełki (ASDIMO). Opracowała autorski system wspierania rozwoju osobistego, logodydaktykę, oraz wyszkoliła z niego kilkunastu trenerów. Publikowała felietony, udzielała wywiadów i aktywnie uczestniczyła w debacie publicznej. W 2011 roku  otrzymała tytuł najlepszego trenera sprzedaży przyznawany przez Polish National Sales Awards . Wcześniej została też wyróżniona w plebiscycie magazynu „Pani” jako jedna ze 100 najwybitniejszych Polek .
Z inicjatywy Majewskiej-Opiełki w 2010 roku wprowadzono Dzień Dobrego Słowa – obchodzony 13. dnia każdego miesiąca w szkołach, instytucjach i przez osoby prywatne . Inicjatywa promuje kulturę języka, a celem tego przedsięwzięcia jest zwrócenie uwagi na znaczenie pozytywnej komunikacji.
Od 2017 roku ponownie mieszka w Toronto .

## Logodydaktyka
Majewska-Opiełka opracowała koncepcję rozwoju osobistego i instytucjonalnego, powiązaną z nurtem psychologii pozytywnej, którą określiła jako logodydaktyka. Jej główne założenia koncentrują się na wspieraniu samorealizacji, kształtowaniu życiowych celów oraz rozwijaniu charakteru jako czynnika warunkującego skuteczność działań. Logodydaktyka zakłada, że człowiek posiada nieograniczony potencjał rozwoju, uwarunkowany m.in. samoświadomością, sumieniem, wyobraźnią i wolą. U podstaw skutecznego działania leży rozwój pięciu cech charakteru: poczucia własnej wartości, proaktywności, pozytywnego myślenia, poczucia obfitości i spójności wewnętrznej.
W logodydaktyce szczególne znaczenie przypisuje się trzem pierwszym cechom. Poczucie własnej wartości to wewnętrzne przekonanie o własnej ważności i unikalności, proaktywność oznacza świadome i odpowiedzialne działanie zgodne z wyznawanymi wartościami, a spójność wewnętrzna odnosi się do zgodności między myślami, słowami i czynami, zakorzenionej w uniwersalnych pryncypiach. Koncepcja postuluje również zasadę „wygrana–wygrana” jako fundament współpracy. Logodydaktyka znajduje zastosowanie m.in. w edukacji, zakładając, że rozwój jednostki i organizacji, takich jak szkoła, opiera się na przyjęciu i realizacji wartościowych zasad działania.

## Publikacje
Majewska-Opiełka jest autorką książek z zakresu rozwoju osobowości .

- 7 nawyków skutecznego działania
- Agent pozytywnej zmiany
- Akademia sukcesu (w tym audiobook)
- Czas kobiet (w tym audiobook)
- Gra o czas
- Jak mówić, by nas słuchano
- Już za rok matura (w tym audiobook)
- Korepetycje z sukcesu (w tym audiobook)
- Ku doskonałości. 30 dni pracy nad sobą
- Logodydaktyka. Droga rozwoju
- Logodydaktyka w edukacji
- Metamorfoza (audiobook)
- Najważniejszy związek, czyli mądra miłość do siebie
- O lepszym życiu
- Powiedz to dobrym słowem
- Siła kobiecości
- Słowa na każdą okazję
- Sprzedaż i charakter
- Sukces firmy
- Trener osobisty
- Umysł lidera (w tym audiobook)
- Wychowanie do szczęścia
- Żeby zrobić coś… Zasada 5P